# Jean Jérôme Hamer
Jean Jérôme Hamer OP, (Brussel, 1 juni 1916 - Rome, 2 december 1996) was een Belgisch geestelijke en kardinaal van de Katholieke Kerk.

## Dominicaan
Hamer trad in 1934 in bij de Dominicanen en nam de kloosternaam Jérôme aan. Hij was medenovice van de andere Belgische dominicaan, Edward Schillebeeckx: de twee zouden een halve eeuw later in een andere setting in Rome met elkaar weer te maken krijgen. Hamer studeerde aan de Katholieke Universiteit Leuven. Hij nam als soldaat in het Belgisch leger deel aan landsverdediging bij de Duitse inval in mei 1940 en werd krijgsgevangen gemaakt. Hij werd op 3 augustus 1941 priester gewijd en studeerde vervolgens aan de Universiteit van Fribourg in Zwitserland, waar hij promoveerde in de godgeleerdheid; zijn dissertatie was gewijd aan Karl Barth, bij verre de vruchtbaarste en wellicht de knapste reformatorische theoloog van de 20e eeuw.
Van 1944 tot 1962 doceerde Hamer aan de Universiteit van Fribourg. Hij was gasthoogleraar aan het Angelicum en van 1956 tot 1962 rector van de Dominicaanse Faculteit Le Saulchoir te Parijs. Van 1962 tot 1969 was hij als secretaris-generaal belast met onderwijszaken van de Dominicaanse Congregatie in Frankrijk. Hij nam als expert deel aan het Tweede Vaticaans Concilie. In 1966 werd hij ondersecretaris en in 1969 secretaris van de Secretariaat voor de Eenheid der Christenen. In die hoedanigheid was hij de rechterhand van de Nederlandse kardinaal Johannes Willebrands. Hamer was met zijn Barth-studie van beiden de theologische reformatie-expert, terwijl de Noord-Hollander Willebrands meer de filosoof was, een kardinaal Newman-kenner, met overigens niet geringe verdienste en ervaring in de oecumene.

## Bisschop
Op 14 juni 1973 benoemde paus Paulus VI Hamer tot titulair aartsbisschop van Lorium en tot secretaris van de Congregatie voor de Geloofsleer (CDF). De bisschopswijding ontving hij uit handen van de paus zelf. Agostino Casaroli en Bernardin Gantin waren de medewijdende bisschoppen. Als wapenspreuk koos hij: Fideliter et indesinenter (een andere bron meldt: constanter), d.w.z. Trouw en onophoudelijk. In zijn wapen onder meer: een hamer.
Hamer was een verfranste Vlaming. Zijn naam sprak ook hijzelf uit als 'amère'.
Het was in zijn jaren bij de CDF dat hij werd ingeschakeld bij het onderzoek naar de rechtzinnigheid van zijn landgenoot, generatiegenoot en mededominicaan Schillebeeckx. De laatste is uiteindelijk door de Congregatie nooit met zoveel woorden veroordeeld als een 'niet-katholiek' theoloog, maar Schillebeeckx' opvattingen over onder meer Christus' opstanding en over het kerkelijk ambt gelden omgekeerd nog steeds niet als 'rechtzinnig'

## Kardinaal
Kort na de affaire Schillebeeckx creëerde Paus Johannes Paulus II Jérôme Hamer tot kardinaal tijdens het consistorie van 25 mei 1985. De San Saba werd zijn titeldiakonie. Hamer verhuisde van het departement voor de geloofsleer naar dat van de religieuzen, het 'godgewijde leven'. Het bracht de aandacht van de nieuwe kardinaal opnieuw richting Nederland, waar de paus dat jaar een bezoek bracht. Het bezoek was geen succes. Niet alleen werd het ontsierd door verscheidene incidenten, maar Hamers congregatie moest vaststellen dat met name de Nederlandse religieuzen en de door hen zwaar gesubsidieerde eerste Acht-Mei manifestatie op het Malieveld in Den Haag hadden bijgedragen aan het schokkend geringe enthousiasme voor het pausbezoek.
In 1992 nam Hamer op grond van zijn leeftijd ontslag. Hij overleed een paar jaar later in Rome en werd begraven op Campo Verano.